# (36445) Smalley
(36445) Smalley (2000 QU) – planetoida z pasa głównego asteroid okrążająca Słońce w ciągu 3,54 lat w średniej odległości 2,32 j.a. Odkryta 23 sierpnia 2000 roku.